# Населённые пункты Кезского района
Муниципальное образование «Кезский район» включает в себя 136 населённых пунктов: 15 сельских поселений в составе 1 посёлка, 9 сёл, 119 деревень и 7 починков.
Административный центр района — посёлок Кез.

## Перечень населённых пунктов
Ниже приводится список населённых пунктов района по муниципальным образованиям, к которым они относятся. Жирным шрифтом выделены административные центры поселений.

### Муниципальное образование «Большеолыпское»
- деревня Большой Олып
- деревня Лып-Булатово
- деревня Ковалево
- деревня Новый Пажман
- деревня Старый Пажман
- деревня Дырпа
- деревня Верхняя Дырпа
- деревня Ярунь
- село Александрово
- деревня Малый Олып

### Муниципальное образование «Гыинское»
- деревня Старая Гыя
- деревня Новая Гыя
- деревня Брагино
- деревня Лудъяг
- деревня Медьма
- деревня Асан

### Муниципальное образование «Кабалудское»
- село Кабалуд

### Муниципальное образование «Кезское»
- посёлок Кез
- деревня Дома 1242 км

### Муниципальное образование «Ключевское»
Административный центр муниципального образования — посёлок Кез
- деревня Ключевское
- деревня Матысьлуд
- деревня Квасер
- починок Пажман
- деревня Камыжево
- деревня Верх-Уди
- деревня Пужмезь
- деревня Малый Пужмезь
- деревня Верх-Сыга

### Муниципальное образование «Кузьминское»
- село Кузьма
- деревня Уди
- деревня Фокай
- деревня Желтопи
- деревня Кузьма
- деревня Гладко
- починок Ильявыр
- деревня Таненки
- деревня Никитино

### Муниципальное образование «Кулигинское»
- село Кулига
- деревня Желонка
- деревня Жерноково
- деревня Бузмаки
- деревня Гыявыр
- деревня Доронята
- деревня Левино
- деревня Орешата
- деревня Юклята
- починок Зинковский

### Муниципальное образование «Мысовское»
- деревня Мысы
- деревня Левиногарь
- деревня Калеман
- деревня Митенки
- починок Андреевский
- деревня Майоры
- деревня Косогор
- деревня Самки
- деревня Осеньчуги
- деревня Крутой Лог
- починок Левятский
- деревня Абраменки

### Муниципальное образование «Новоунтемское»
- деревня Новый Унтем
- деревня Старый Унтем
- деревня Ю-Тольен
- село Ключи

### Муниципальное образование «Поломское»
- село Полом
- деревня Малый Полом
- деревня Верхний Пинькай
- деревня Нижний Пинькай
- деревня Медьма
- село Поломское

### Муниципальное образование «Сосновоборское»
Административный центр муниципального образования — посёлок Кез
- деревня Сосновый Бор
- деревня Липовка
- деревня Малое Медло
- деревня Жернопи
- деревня Ванялуд
- деревня Надежда
- деревня Адямигурт
- деревня Стеньгурт
- деревня Кездур
- деревня Сыга I
- деревня Сыга II
- деревня Сыга III
- деревня Пикша
- деревня Чекшур

### Муниципальное образование «Степанёнское»
- деревня Степанёнки
- деревня Абросята
- деревня Юклята
- деревня Ефимята
- деревня Ильмово
- деревня Тимены
- деревня Киренки
- деревня Гавшино
- деревня Архипово
- починок Симаченки
- деревня Саватята
- деревня Кагушенки
- деревня Пронята
- деревня Балуй
- деревня Петроконово
- деревня Анюшино
- деревня Сидоры
- деревня Фарафоново
- деревня Егоры
- деревня Сурдовай

### Муниципальное образование «Сюрзинское»
- деревня Сюрзи
- деревня Изошур
- деревня Верхний Тортым
- деревня Русский Зязьгор
- деревня Удмурт-Зязьгор
- деревня Тольен
- деревня Каракулино
- деревня Тортым
- деревня Спиреныши

### Муниципальное образование «Чепецкое»
- село Чепца
- деревня Бани
- починок Коркаяг
- деревня Озон
- деревня Гулейшур
- деревня Юрук
- деревня Тамаченки
- деревня Вортча
- деревня Гуркошур
- деревня Лызмувыр
- деревня Тылошур

### Муниципальное образование «Юскинское»
- село Юски
- деревня Чурино
- деревня Костым
- деревня Гонка
- деревня Ю-Чабья
- деревня Подшур
- деревня Кваляшур
- деревня Березники
- деревня Филинцы
- деревня Акчашур
- деревня Ефремово
- деревня Шуралуд
- деревня Зючлуд